# Sodaauszug
Der Sodaauszug ist in der qualitativen analytischen Chemie eine Methode zur Abtrennung eventuell störender Kationen bei der Bestimmung von Anionen.

## Durchführung und Reaktion
Das zu analysierende Stoffgemisch wird mit der ungefähr vier- bis fünffachen Menge an kristallinem Natriumcarbonat versetzt. Nach Zusatz von Wasser wird das Gemisch für ca. 10 Minuten gekocht (aufgeschlossen) und anschließend abfiltriert. 
Die Carbonationen reagieren beim Sieden mit Wasser zu Hydrogencarbonat- und Hydroxidionen (Säure-Base-Reaktion). Viele Kationen werden so als Carbonate und Hydroxide ausgefällt.
Im Filtrat, dem Sodaauszug, können anschließend die im zu analysierenden Stoffgemisch enthaltenen Anionen bestimmt werden.
Es enthält die Natriumsalze der zuvor in der Probe enthaltenen Anionen. Im Filterrückstand befinden sich die nun in schwerlösliche Carbonate und Hydroxide überführten (Schwermetall-)Kationen.

## Störungen
Zu beachten ist, dass während des Aufschlusses auch ungewünschte Reaktionen in der Lösung ablaufen können. Die gleichzeitige Anwesenheit von elementarem Zink führt zum Beispiel dazu, dass ursprünglich vorhandene Nitrationen im Sodaauszug nicht mehr nachgewiesen werden können, da sie zum Nitrit reduziert werden.
In Gegenwart von Bismut-Ionen kann Nitrat in den Rückstand des Sodaauszugs gelangen, da Bismut-Ionen mit Nitrat schwer lösliche basische Salze bilden. Somit kann Nitrat im Sodaauszug nicht mehr nachgewiesen werden.